# A-10 Tank Killer
《A-10 Tank Killer》是由Dynamix开发，并于1989年发行的DOS平台空战模拟游戏。
《Computer Gaming World》给游戏打出4星（5星制），称作品「有很多值得称道之处」（has much going for it）。杂志还认为该作适合图轻松上手的玩家，而非追求真实感的飞行游戏老手。